# Dritter karthagisch-römischer Vertrag
Über Zeitpunkt, Inhalt und Existenz des dritten karthagisch-römischen Vertrags (auch: Philinosvertrag), der (angeblich) die Interessensphären Roms und Karthagos regelte, gibt es nur recht ungenaue Angaben. 
Titus Livius berichtet von einem Vertrag im Jahre 306 v. Chr. (Liv. 9,43,26). Bei diesem könnte es sich um den Philinosvertrag handeln. Polybios behauptet, dass es den Vertrag, auf den sich der sizilische Historiker Philinos von Akragas bezieht (Pol. 3,26,2ff.), nie gegeben hätte. Andernfalls hätte er diesen im Aerarium, dem römischen Archiv, finden müssen. Obwohl er also davon ausgeht, dass es den Vertrag nicht gab, erfährt man von ihm den angeblichen Inhalt. Demnach sollten sich die Karthager von ganz Italien, die Römer aber von ganz Sizilien, fernhalten. 
In der Nachbetrachtung des Ersten Punischen Krieges hätte folglich das Römische Reich den Eid gebrochen. Dagegen unterstellte Polybios Philinos, der aus karthagischer Perspektive schreibt, Unwissenheit und Parteilichkeit. Das Hauptargument seinerseits war die Beteuerung, dass dieses Dokument nicht auffindbar war. Dies ist aber sehr problematisch, zumal neben Livius auch Servius von einer Übereinkunft der beiden Staaten wusste. In dieser war es der jeweils anderen Macht nicht gestattet, an deren Küsten tätig zu werden. Polybios gilt zwar grundsätzlich als recht zuverlässiger Historiker, folglich kann es durchaus sein, dass der Vertrag sich nicht wie gewöhnlich auffinden ließ. Sehr gut möglich ist aber eben auch eine nachträgliche Bereinigung der archivierten Bestände, um eine Schuld Roms an dem Krieg auszuschließen bzw. zu verringern. Grundsätzlich scheint es möglich, dass zwischen dem zweiten und vierten Vertrag jener von Philinos erwähnte existierte. Wäre es Karthago gestattet gewesen, einfach in Italien zu intervenieren (wie entsprechend dem zweiten Vertrag), dann wäre es kaum nachvollziehbar, warum die Erlaubnis zum Eingriff im vierten gegen Pyrrhus gerichteten Vertrag ausdrücklich erwähnt wurde. 
Allerdings zweifeln nicht wenige moderne Historiker an der Historizität des Vertrags (unter anderem mit Berufung auf Polybios). Wenn es vielleicht auch zu einer Regelung der Interessensphären gekommen ist, können die genauen Vertragsmodalitäten, unter anderem wegen der schlechten Quellenlage, nicht mit letzter Sicherheit geklärt werden. 